# Latent inlärning
Latent inlärning är dold inlärning hos speciellt djur som sker utan förstärkning, motivation eller belöning.
Psykologen Edward C. Tolman studerade på 1940-talet råttor som släpptes in i en labyrint; utan att bli belönade tycktes de lära sig utformningen på labyrinten. Han bestämde sig för att testa och se om hans hypoteser stämde. Försöket gick ut på att råttorna skulle utföra uppgifter, när de var hungriga och fick då belöning i labyrinten. Dessa råttor klarade sina uppgifter mycket snabbare än de råttor som aldrig varit i den. Råttorna har alltså utan förstärkning lärt sig området bara genom att vistas i labyrintens gångar. Fenomenet kallas latent inlärning. Kunskapen lagras i hjärnan för att djuret ska kunna använda den när det behövs, utan att djuret redan vid inlärningen belönas. Tolman myntade begreppet kognitiva kartor som fungerar som en mental karta. Man vet var man befinner sig och hur man kan förflytta sig till en annan plats. Teorier om att råttorna använder kognitiva kartor för att komma ihåg sitt revir har bevisats och även att andra djur gör likadant.